# 源師光 (村上源氏)
源 師光（みなもと の もろみつ）は、平安時代後期の貴族・歌人。村上源氏、大納言・源師頼の子。官位は正五位下・右京権大夫。歌人として名高い後鳥羽院宮内卿の父である。

## 経歴
父・師頼は大納言まで進み、師光自身も左大臣・藤原頼長の猶子となるものの、官途的には不遇で官位は正五位下・右京権大夫に留まる。侍従を務め、小野宮侍従とも呼ばれた。50歳頃出家して生蓮と号した。

## 人物
和歌に優れるが、九条兼実には「和歌の外他芸無し」と評されている。
勅撰歌人として『千載和歌集』（6首）以下の勅撰和歌集に26首が採録されている。家集に『師光集』がある。また、私撰集『花月集』があったとされるが、散逸して現存しない。

## 系譜
- 父：源師頼
- 母：藤原能実の娘
- 妻：後白河院女房安芸（巨勢宗成の女）
  - 男子：源泰光（1167-1249以降[4]）
  - 男子：源具親
  - 女子：後鳥羽院宮内卿
- 生母不明の子女
  - 男子：尋恵
  - 男子：澄覚